# Карабулак (Степногорская городская администрация)
Карабулак (каз. Қарабұлақ) — село в Акмолинской области Казахстана. Входит в состав городской администрации Степногорска, образует административно-территориальную единицу «Село Карабулак» .
- Код КАТО — 111843100[3].
- Код КАТО административной единицы — 111843000[4].

## География
Село расположено в 7 км на юго-запад от центра городской администрации города Степногорск, в 195 км на юго-восток от областного центра города Кокшетау. Близ села проходит автодорога KC-9.

## История
8 декабря 1998 года на базе сёл Карабулак, Коксал и Первомайское был образован Карабулакский сельский округ и передан в административно-территориальное подчинение администрации города Степногорска.
Согласно постановлению акимата Акмолинской области от 5 марта 2008 года (вступило в силу 15 апреля 2008 года, оно утверждало постановления акимата города Степногорска № а-17/604 от 12 декабря 2007 года и решения Степногорского городского маслихата № 4С-3/9 от 12 декабря 2007 года) сёла Коксал и Первомайка были включены в состав села Карабулак, а Карабулакский сельский округ был упразднён и переведён в категорию села Карабулак.

## Население
В 1989 году население села составляло 1646 человек (из них казахов 45 %, русских 28 %)
В 1999 году население села составляло 1310 человек (653 мужчины и 657 женщин). По данным переписи 2009 года, в селе проживало 1188 человек (596 мужчин и 592 женщины).
| Численность населения | Численность населения | Численность населения |
| 1989                  | 1999                  | 2009                  |
| --------------------- | --------------------- | --------------------- |
| 1646                  | ↘1310                 | ↘1188                 |

## Объекты села
На территории села Карабулак осуществляют свою деятельность 11 крестьянских хозяйств, 15 индивидуальных предпринимателей, два ТОО занимающиеся развитием животноводства и растениеводства.
На территории села имеется средняя школа. В штате Фельдшерско-акушерского пункта 2 медсестры и 1 санитарка.
Сельская библиотека села Карабулак имеет статус модельной библиотеки. Фонд библиотеки составляет 17281 экземпляров (в том числе на казахском языке 6788 экземпляров).